# قرار مجلس الأمن التابع للأمم المتحدة رقم 2593
قرار مجلس الأمن التابع للأمم المتحدة رقم 2593 المتخذ في 30 أغسطس 2021، بعد تسليم كابول وسيطرة طالبان على أفغانستان لاحقًا. وطالب مجلس الأمن بعدم استخدام الأراضي الأفغانية لتهديد أو مهاجمة أي دولة أخرى أو لإيواء وتدريب الإرهابيين.
امتنعت روسيا والصين عن التصويت.

## روابط خارجية
- نص القرار في undocs.org